# Horisme grandescens
Horisme grandescens là một loài bướm đêm trong họ Geometridae.